# Партений Кацакулис
Партений II (на гръцки: Παρθένιος Β΄, Партениос) е православен духовник, митрополит на Цариградската патриаршия.

## Биография
Роден е със светското име Кацакулис (Κατσακούλης) в Памфила на Лесбос. През февруари 1793 година е избран и по-късно ръкоположен за браилски и томаровски митрополит.
От 30 ноември 1810 до юни 1817 година заема митрополитската катедра в Драма. При неговото управление е построена църквата „Свети Тодор“ във Височен.
Умира в напреднала възраст на 19 септември или 19 декември 1831 година.